# Баба і чорт
«Баба і чорт» — українська народна казка про хитрість і розуміння своїх сильних сторін.

## Сюжет
Казка «Баба і чорт» розповідає про стару бабу, яка живе одна в хаті. Чорт дізнається про її самотність і вирішує попросити бабу прийняти його в гості, щоб розвіяти нудьгу. Баба погоджується, але з умовою, що їм доведеться розділяти їжу по-особливому. 
Першого року вони садять картоплю, і баба забирає те, що є під землею, а чорт — бадилля. Коли наступає час їсти, баба насолоджується картоплею, а чорт їсть бадилля, яке йому не подобається. На наступний рік чорт пропонує посадити мак, розподіливши їжу так, що все, що є в землі, дістанеться чорту, а те, що зверху — бабі. Коли мак уроджує, баба забирає макові головки, а чорт їсть залишки.
З часом чорт втомлюється від такого способу життя і вирішує залишити бабу. Він просить бабу заспівати пісню на прощання, але баба пропонує йому перекинутися чортом, а сама сідла на нього і змушує його носити її по лісах, поки співає пісні. Втомлений чорт погоджується на будь-які умови, аби позбутися баби, і врешті-решт приносить її додому за гроші. Після того, як баба вдосталь нагодувалася і чорт втомився, він залишає бабу і йде.

## Персонажі
- Баба: Старенька жінка, яка живе одна і володіє хитрістю та розумінням, як використовувати ситуацію на свою користь. Її хитрість дозволяє їй отримувати більше вигоди з умов, які вона самостійно встановлює.
- Чорт: Міфічний персонаж, що хоче провести час разом з бабою, але намагається експлуатувати її для отримання їжі. Його роль у казці полягає в тому, щоб показати, як хитрість і підступність можуть бути використані проти нього.

## Тема
Казка «Баба і чорт» досліджує тему хитрості та винахідливості. Основна ідея полягає в тому, що розум і хитрість можуть бути використані для досягнення власних цілей навіть у складних ситуаціях. Баба демонструє, як знання своїх сильних сторін та вміння застосовувати їх у взаємодії з іншими може призвести до вигоди, тоді як чорт, хоча й має більше фізичної сили, виявляється безсилим проти розуму і хитрості. Казка підкреслює важливість розуміння і використання власних можливостей для досягнення успіху.